# ديلان ماريس
ديلان ماريس (بالإنجليزية: Dylan Mares)‏ هو لاعب كرة قدم أمريكي في مركز الوسط، ولد في 11 فبراير 1992 في زيونسفيل في الولايات المتحدة. لعب مع إندي إليفن.

## وصلات خارجية
- ديلان ماريس على موقع قاعدة بيانات كرة القدم.إي يو (الإنجليزية)
- ديلان ماريس على موقع Soccerway.com (الإنجليزية)